# Нексюша
Нексюша (настоящее имя — Александро́ва Ксе́ния И́горевна, род. 7 ноября 1999, Омск) — российская певица.

## Биография и карьера

### Ранние годы
Родилась 7 ноября 1999 года в Омске.

### 2021: «На твиче», «Фенибут», блокировка клипов
В период с июля по сентябрь 2021 года были заблокированы два единственных видеоклипа «Фенибут» и «На твиче» на YouTube по требованию государственных органов. «Я просто описываю свою жизнь, и пусть она не всегда состоит из приятных и радостных моментов… Я всего лишь не самый счастливый на свете человек и песни у меня такие же», — написала Нексюша.
Со слов певицы, в видеоклипе «Фенибут» «были сцены, которые могли нарушать действующее законодательство», после чего клип был перемонтирован, убраны запрещённые кадры и перезагружен на YouTube. Новую версию видеоклипа заблокировали спустя месяц после выхода. Припев песни «Фенибут» содержит строки о способе совершения самоубийства.
«На твиче» — «история о человеке, который спасается от серых будней, играя на компьютере», пишет российский музыкально-развлекательный-портал The Flow. В припеве певица поёт: «Я б себя убил, но мне не хватает сил. И я запускаю Steam, от реальности уйти».

### 2022: «И смех и грех»
17 июня 2022 года вышел студийный альбом «И смех и грех», состоящий из 14 треков. Альбом дебютировал на 16 месте в эстонском чарте и 18 месте в российском чарте альбомов в Apple Music. Из гостей в альбоме присутствуют Мэйби Бэйби, Гречка и Lida. Портал «Афиша», подводя музыкальные итоги недели, описали нексюшу: «Остроумие Монеточки, острословие и беспардонность Алены Швец, звук Доры (тоже постарался продюсер XWinner) и наблюдательность, которую сложно найти у кого‑то ещё». Алексей Мажаев с InterMedia поставил альбому оценку 8 из 10. «Название пластинки 19-летней Нексюши, […] — на редкость точно описывает содержание песен. Нексюша вроде как относится к ряду юных и трогательных певиц со своими девичьими заботами (условно говоря, типа Доры), однако не стесняется ненормативной лексики (грех), при этом её использование даёт скорее комический эффект (смех)», — пишет Мажаев в рецензии к альбому.
27 июля 2022 года вышел сингл «Заводская». В своей рецензии для InterMedia Алексей Мажаев поставил треку оценку 8 из 10: «Парадоксальное чувство юмора Нексюши продолжает восхищать: в строго лирической, немного заунывной манере артистка рисует печальные картины из жизни заводчан и тяжёлой промышленности вообще», пишет Мажаев.
23 сентября 2022 года в своём Telegram-канале сообщила, что годом ранее ей идентифицировали ВИЧ.

## Дискография

### Студийные альбомы
| Оценки критиков | Оценки критиков |
| Источник        | Оценка          |
| --------------- | --------------- |
| InterMedia      | [ 6 ]           |

| Название                                    | Детали                                                                               |
| ------------------------------------------- | ------------------------------------------------------------------------------------ |
| «Осторожно, постмодерн»                     | - Релиз: 28 августа 2020 - Лейбл: нексюша - Формат: Цифровая загрузка, стриминг      |
| «И смех и грех»                             | - Релиз: 17 июня 2022 - Лейбл: нексюша - Формат: Цифровая загрузка, стриминг         |
| «Семейные ценности» (совместно с Полматери) | - Релиз: 16 августа 2024 - Лейбл: Rhymes Music - Формат: Цифровая загрузка, стриминг |

### Мини-альбомы
| Название  | Детали                                                                             |
| --------- | ---------------------------------------------------------------------------------- |
| «Хтоника» | - Релиз: 25 августа 2023 - Лейбл: Booking RM - Формат: Цифровая загрузка, стриминг |

### Сборники
| Название                  | Детали                                                                             |
| ------------------------- | ---------------------------------------------------------------------------------- |
| «Когда ты умрёшь (Remix)» | - Релиз: 25 августа 2023 - Лейбл: Booking RM - Формат: Цифровая загрузка, стриминг |

### Синглы
| Оценки критиков | Оценки критиков |
| Источник        | Оценка          |
| --------------- | --------------- |
| InterMedia      | [ 7 ]           |

| Название                                     | Год  | Альбом                  |
| -------------------------------------------- | ---- | ----------------------- |
| «Лето18»                                     | 2020 | «Осторожно, постмодерн» |
| «Современное искусство»                      | 2020 | «Осторожно, постмодерн» |
| «Юра Каплан»                                 | 2021 | Внеальбомный сингл      |
| «Фемки»                                      | 2021 | «И смех и грех»         |
| «Анимешница»                                 | 2021 | «И смех и грех»         |
| «Дед Инсайд»                                 | 2021 | «И смех и грех»         |
| «Аллилуйя»                                   | 2022 | «И смех и грех»         |
| «Заводская»                                  | 2022 | Внеальбомные синглы     |
| «Счастливы вместе» (совместно с «Полматери») | 2023 | Внеальбомные синглы     |
| «Когда ты умрёшь»                            | 2023 | Внеальбомные синглы     |
| «Твич+»                                      | 2023 | Внеальбомные синглы     |
| «Лебединая песня»                            | 2024 | Внеальбомные синглы     |
| «Мы против секса» (совместно с Полматери)    | 2024 | «Семейные ценности»     |
| «Киберпанк»                                  | 2025 | Внеальбомный сингл      |

### Песни в чартах
| Название   | Год  | Высшие позиции в чартах | Альбом                  |
| Название   | Год  | Shazam                  | Альбом                  |
| ---------- | ---- | ----------------------- | ----------------------- |
| «На твиче» | 2021 | 21                      | «Осторожно, постмодерн» |

### Гостевое участие
| Название | Год  | Исполнитель | Альбом        |
| -------- | ---- | ----------- | ------------- |
| «Цветы»  | 2021 | Мэйклав     | «Цветомузыка» |

### Видеоклипы
| Название                              | Год  |
| ------------------------------------- | ---- |
| «Фемки»                               | 2021 |
| «Фенибут»                             | 2021 |
| «На твиче»                            | 2021 |
| «Частушки» (совм. с CMH и Слава КПСС) | 2022 |